# Коммерческий банк Эритреи
Комме́рческий банк Эритре́и (англ. Commercial Bank of Eritrea) — единственное банковское учреждение в Эритрее, оказывающее полный спектр розничных банковских услуг. Это государственный банк, имеющий 17 филиалов по всей территории страны. У банка заключены соглашения с банком Citibank с целью осуществления международных переводов денежных средств, а также с банком Deutsche Bank.

## История
При обретении Эритреей независимости в 1991 году к ней перешли находящиеся на её территории филиалы Коммерческого банка Эфиопии. Государство официально зарегистрировало Коммерческий банк Эритреи в 1994 году.